# Arbutus menziesii
Arbutus menziesii (conhecido pelos nomes comuns de madrone ou madrona nos Estados Unidos e arbutus no Canadá)  é uma espécie de plantas com flor da família das Ericaceae, com distribuição natural nas regiões costeiras do oeste da América do Norte, desde a British Columbia à Califórnia. A espécie é uma pequena árvore de folhagem perene e cerosa, hábito de crescimento contorcido e casca escamos, abundante nas falésias e colinas costeiras.

## Descrição
Morfologia
Arbutus menziesii é uma árvore de folhagem perene, com 10 a 25 m de altura, mas que em condições ideais pode crescer até aos 30 m de altura. O tronco tem geralmente menos de 60 cm de espessura. A casca é fina e de coloração vermela-alaranjada e, quando madura, descasca naturalmente em folhas finas, deixando uma aparência esverdeada a prateada, com um brilho acetinado. Os troncos mais velhos são castanho-acinzentados perto da base.
As folhas são espessas, com textura cerosa, elípticas, com 7 a 15 cm de comprimento e 4 a 8 cm de largura, dispostas em filotaxia espiral. Apresentam coloração verde-escura brilhante na página superior e um verde mais claro e acinzentado na inferior, com margem inteira. As folhas são perenes, durando alguns anos antes de se desprenderem. Algumas folhas do segundo ano mudam de laranja para vermelho, caindo no outono. No norte da sua área de distribuição, os invernos húmidos geralmente levam a uma descoloração acastanhada a preta das folhas devido a infecções fúngicas. A mancha nas folhas dura até que estas se soltem naturalmente no final da sua vida útil.
Na primavera, a árvore apresenta inflorescências com pequenas flores brancas a rosadas em forma de sino, e no outono, bagas vermelhas. As bagas secam e têm dentículas em forma de gancho que se prendem a animais maiores para dispersão por zoocoria.
Alguns espécimes vivem até aos 300 anos.

Morfologia de Arbutus menziesii
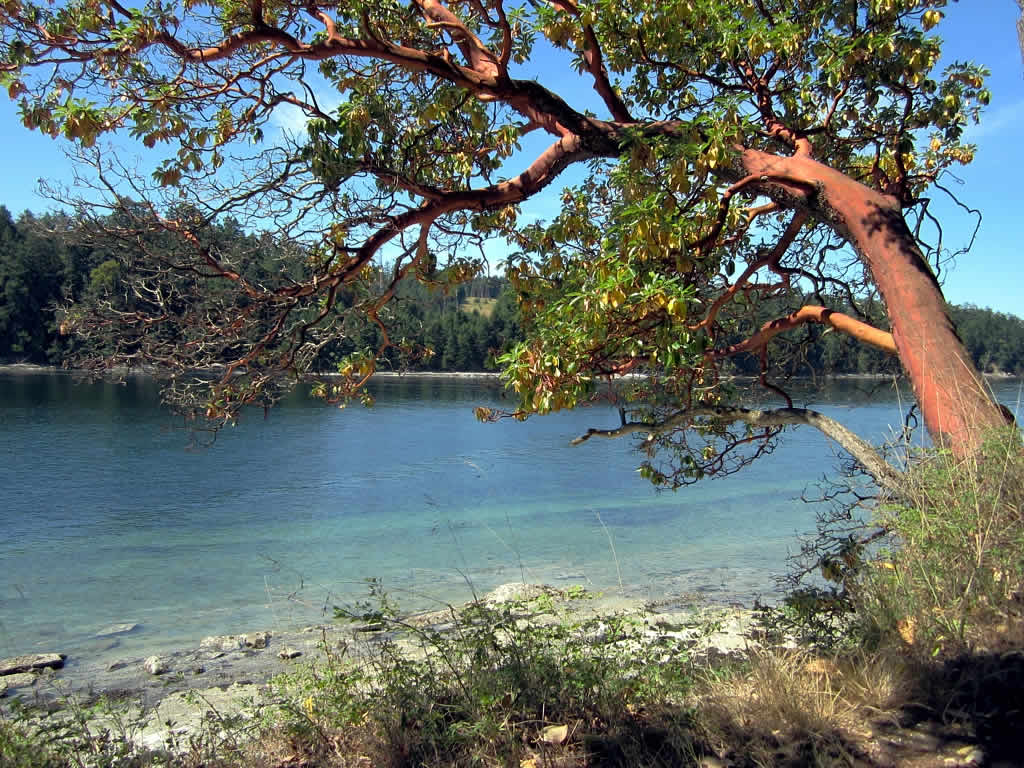
Hábito.
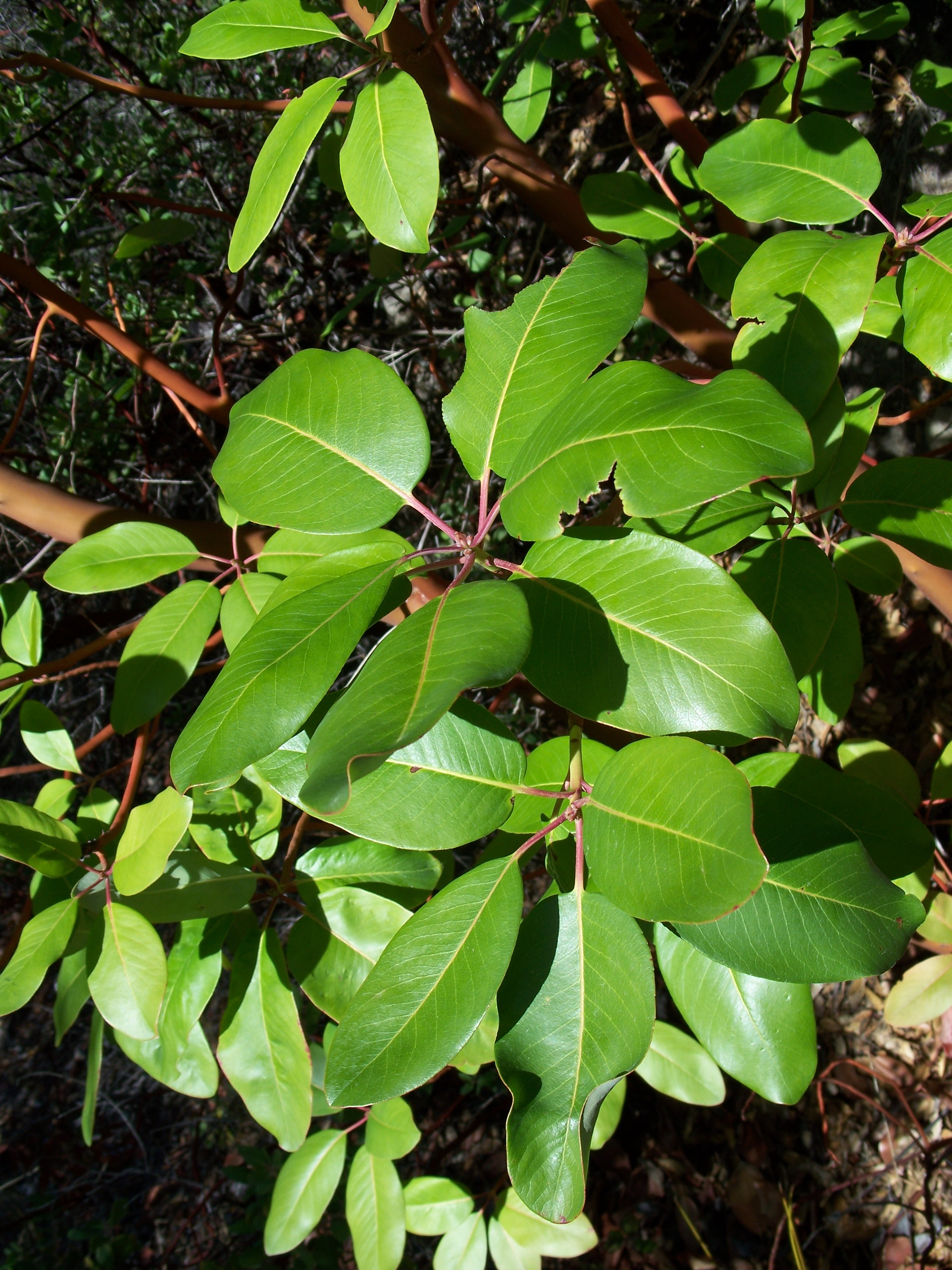
Folhagem.
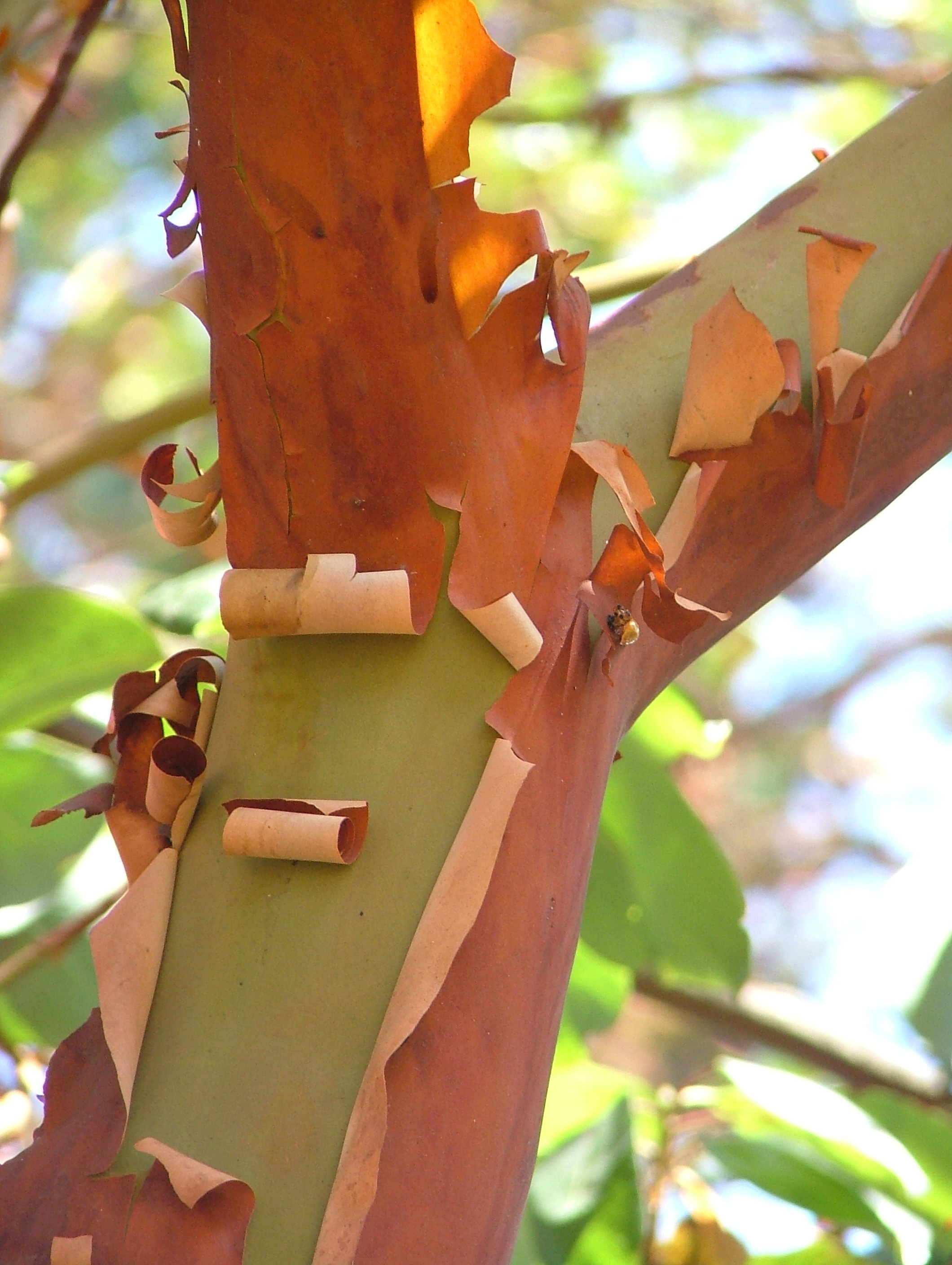
A casca típica da espécie.
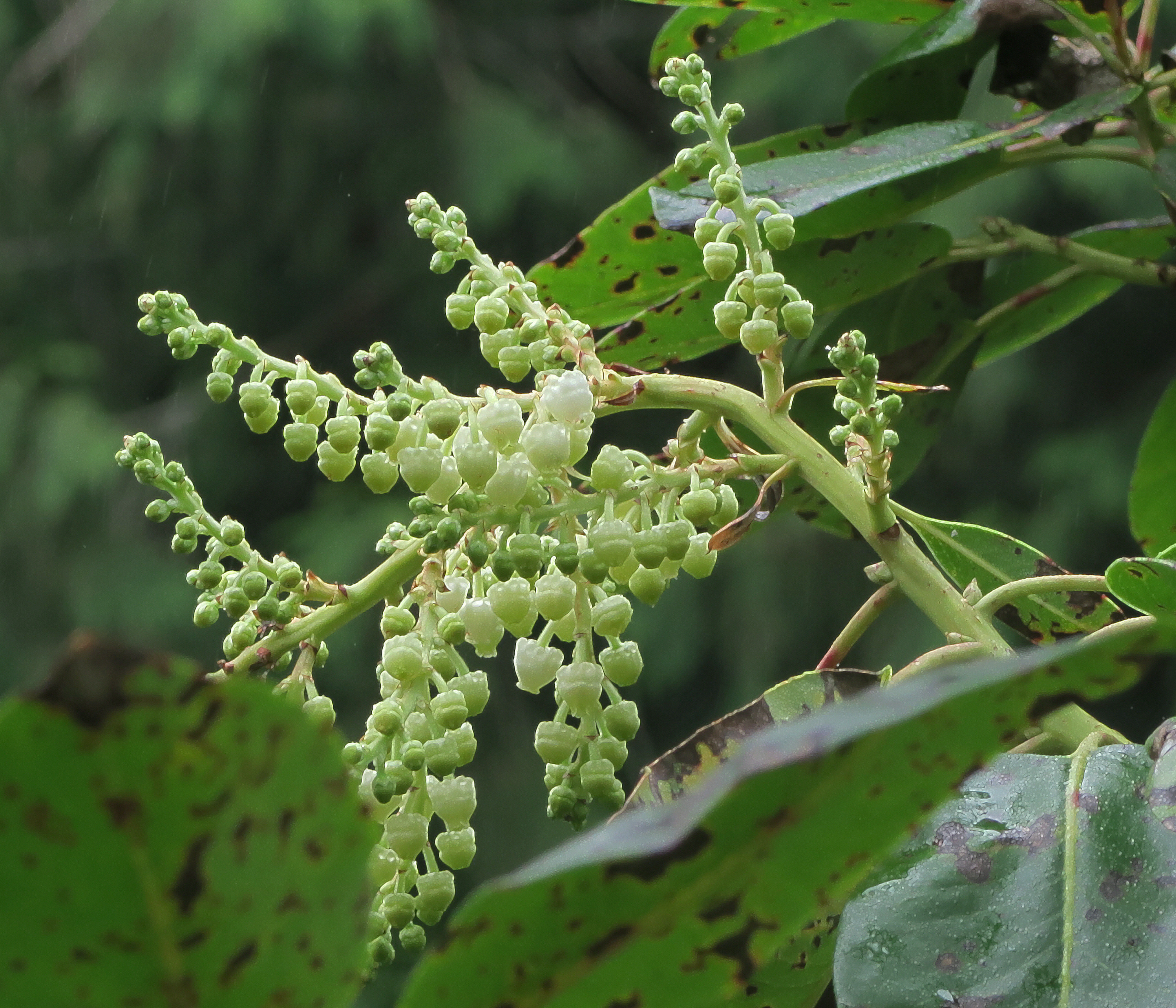
Em floração.
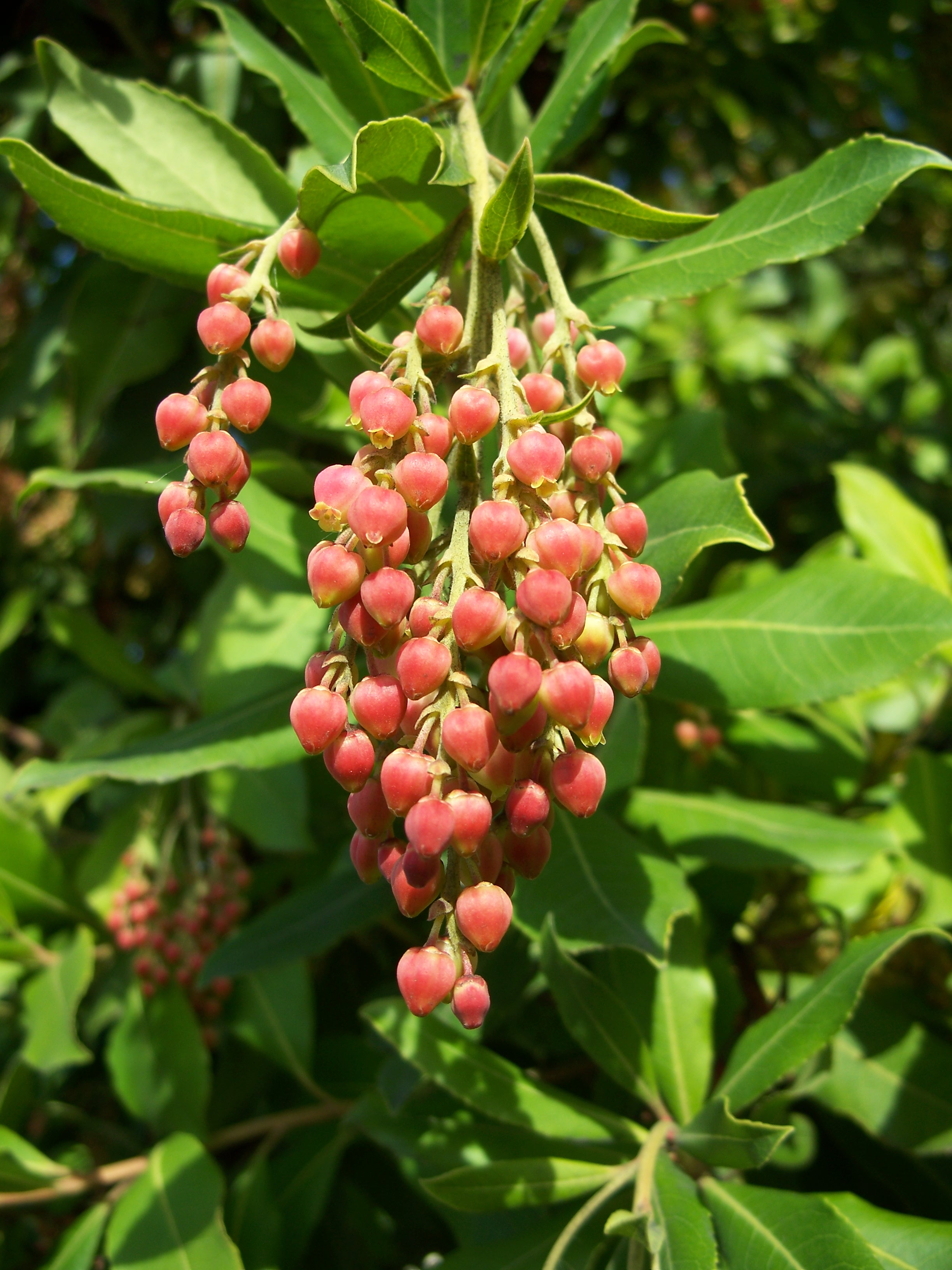
Botões florais.
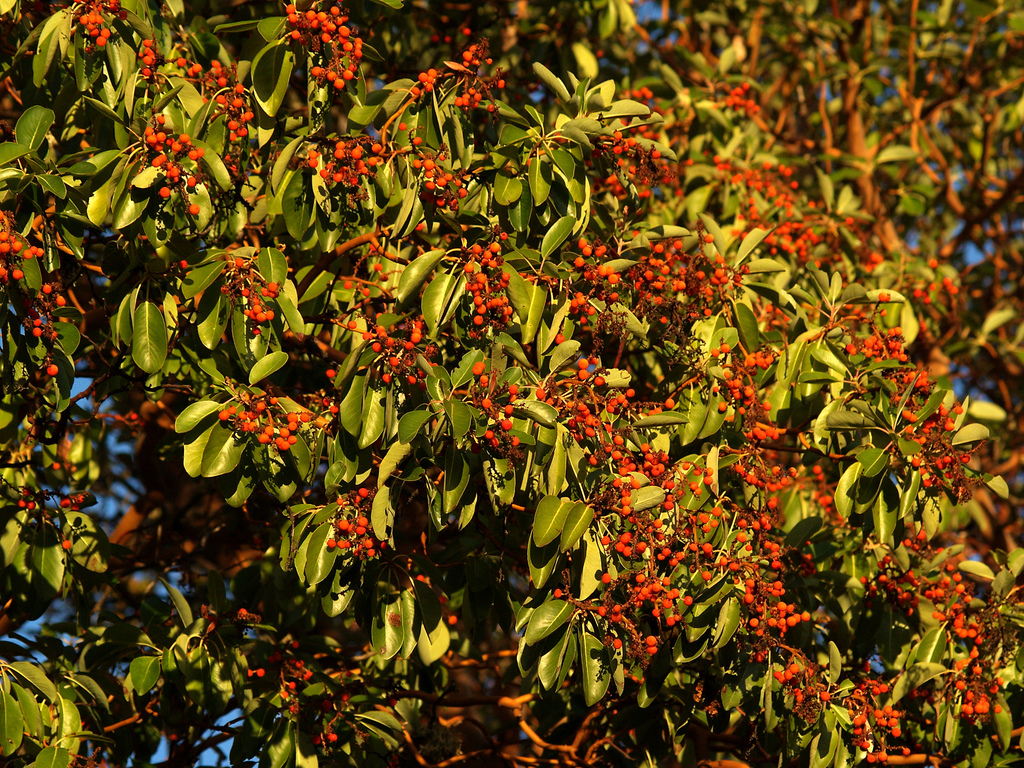
Frutos de Arbutus menziesii

## Biografia
- Chesnut, Victor King (24 de janeiro de 1902). Plants used by the Indians of Mendocino County, California. Washington, D.C.: Government Printing Office. Consultado em 24 de agosto de 2012
- Metcalf, Woodbridge (1959). Native Trees of the San Francisco Bay Region. Berkeley, California: University of California Press. ISBN 0520008537. OCLC 2631060
- Niemiec, Stanley S.; Ahrens, Glenn R.; Hibbs, David E. (março de 1995). «Hardwoods of the Pacific Northwest» (PDF). Oregon State University. Consultado em 25 de maio de 2013